# Mantodeus
Els mantodeus (Mantodea, de Mantis i del grec eidés, "que té aspecte de") són un ordre d'insectes neòpters; algunes espècies es coneixen amb el nom vulgar de pregadeus o plegamans. Es coneixen unes 2.400 espècies repartides per tot el món, però amb especial diversitat a les zones tropicals. La seva característica més distintiva és l'estructura de les seves potes anteriors, notablement modificades per a la captura de preses. Viuen entre la vegetació, en la qual es camuflen perfectament (cripsi).
Estan estretament relacionats amb els isòpters (tèrmits) i els blatodeus (panderoles), i aquests tres grups són de vegades reunits en el superordre Dictyoptera, que de vegades és considerat com un ordre.

## Biologia i ecologia
Els mantodeus viuen en regions tropicals, subtropicals i temperades de tot el món. Habiten en una gran varietat d'hàbitats terrestres, des de la sorra del desert fins al dosser del bosc tropical. Totes les espècies són carnívores i la seva dieta consisteix en altres artròpodes, encara que espècies de gran mida poden afegir petits vertebrats a la seva dieta, com ara llangardaixos, colibrís, musaranyes i ratolins. Els mantodeus són també reconeguts per les seves habilitats críptiques, confonent-se perfectament amb el seu entorn immediat, ja sigui pel color o la forma del seu cos.

## Depredadors
Els depredadors de les mantodeus són les aranyes, quilòpodes, ratpenats, serps i camaleons, i moltes espècies d'aus com els pit-rojos i rossinyols.

## Espècies Ibèriques
Sumen un total de 14:
- Ameles africana (Bolivar 1914)
- Ameles assoi (Bolivar 1873)
- Ameles decolor (Charpentier 1825)
- Ameles picteti (Saussure, 1869)
- Ameles spallanzania (Rossi 1792)
- Apteromantis aptera (Fuente 1894)
- Geomantis larvoides (Pantel 1896)
- Iris oratoria (Linnaeus 1758)
- Mantis religiosa (Linnaeus 1758)
- Pseudoyersinia paui (Bolivar 1898)
- Rivetina baetica (Rambur 1838)
- Sphodromantis viridis (Forskal 1775)
- Empusa pennata (Thunberg 1815)
- Perlamantis alliberti (Guerin-Meneville 1843)

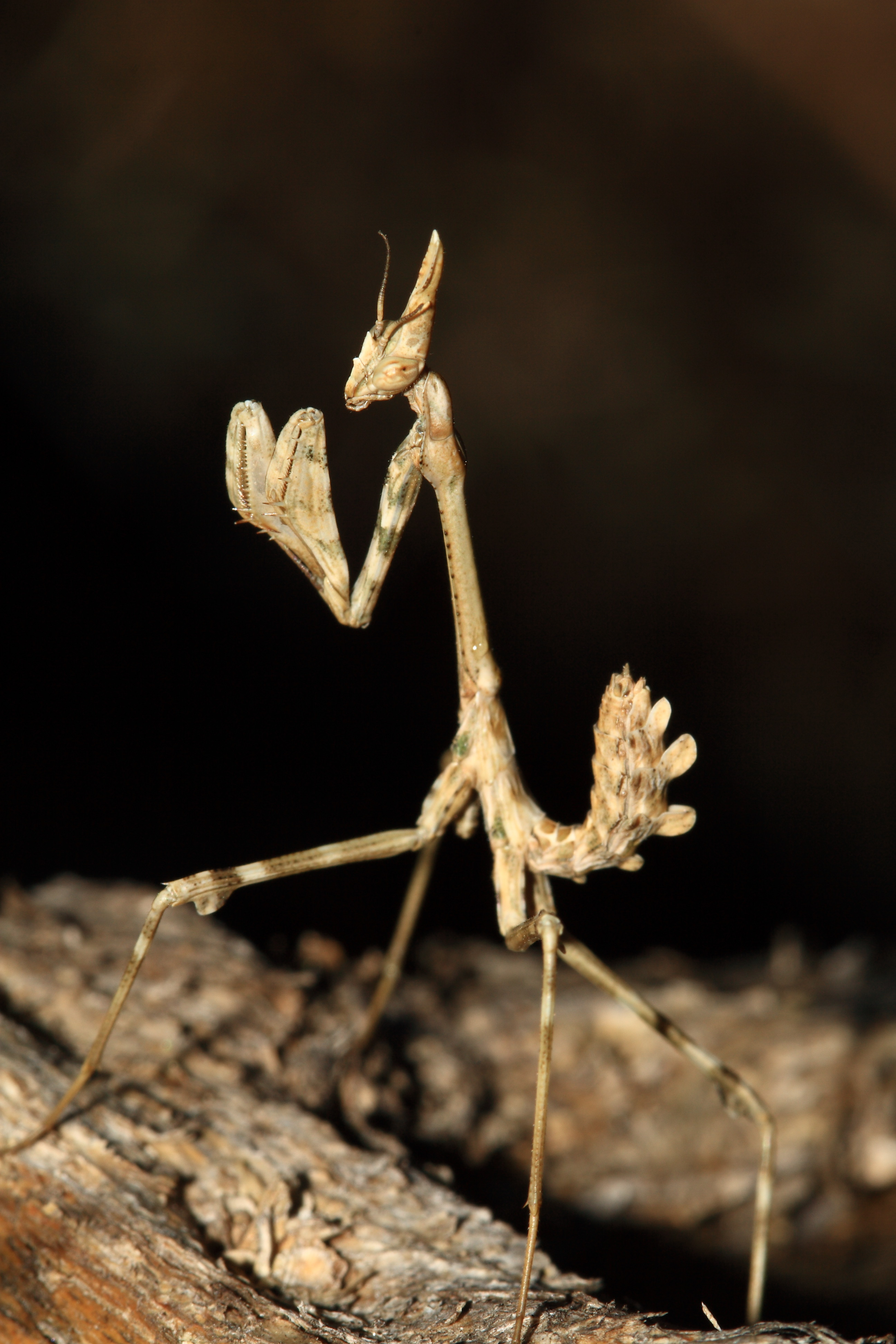
Empusa pennata
Mantis religiosa
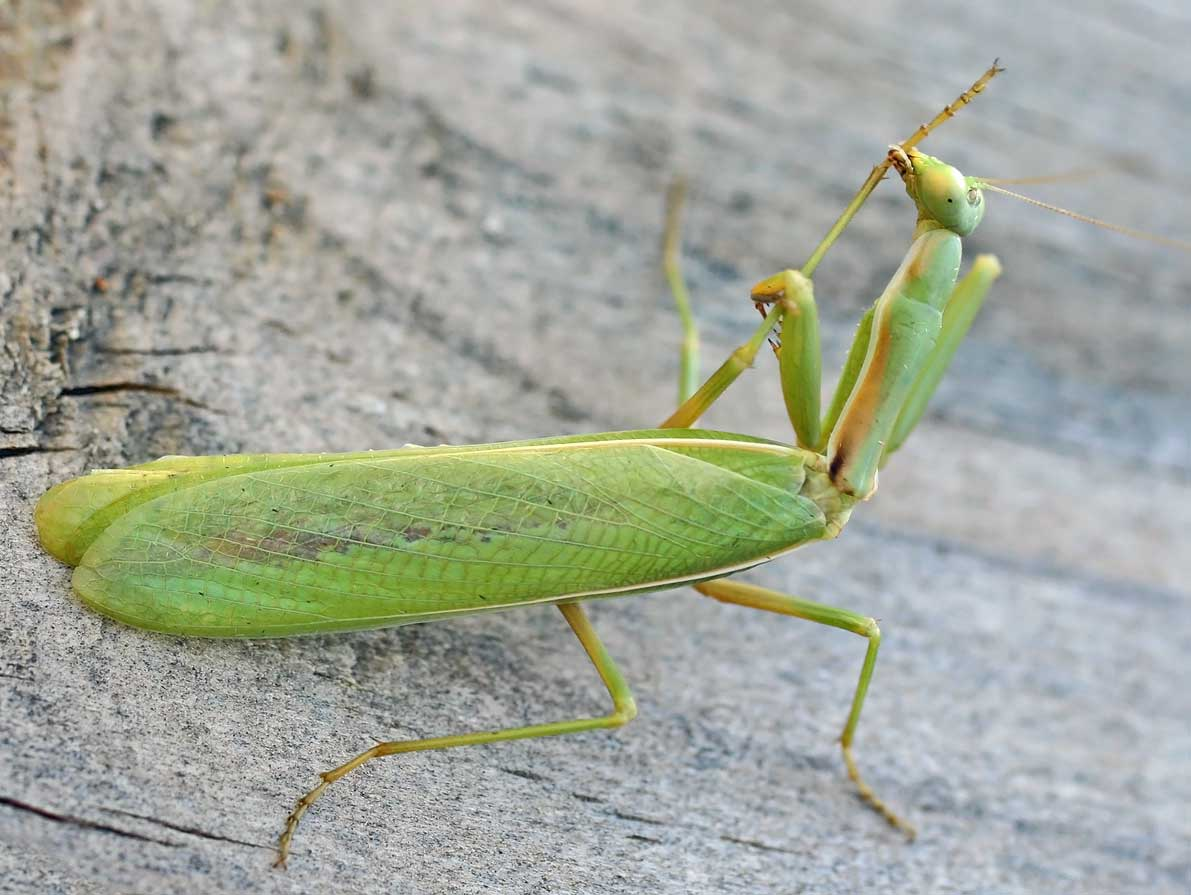
Iris oratoria
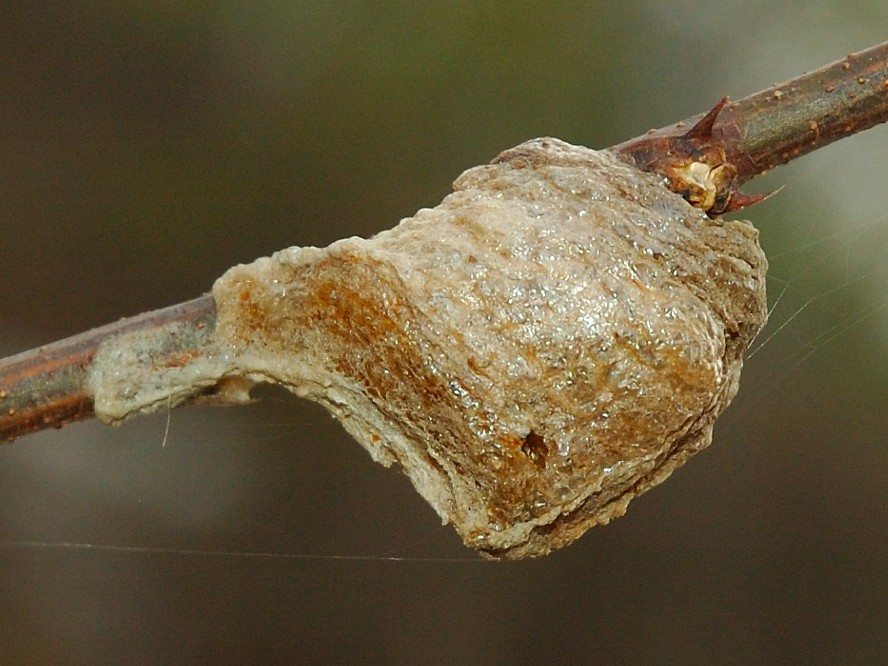
Ooteca de mantodeu
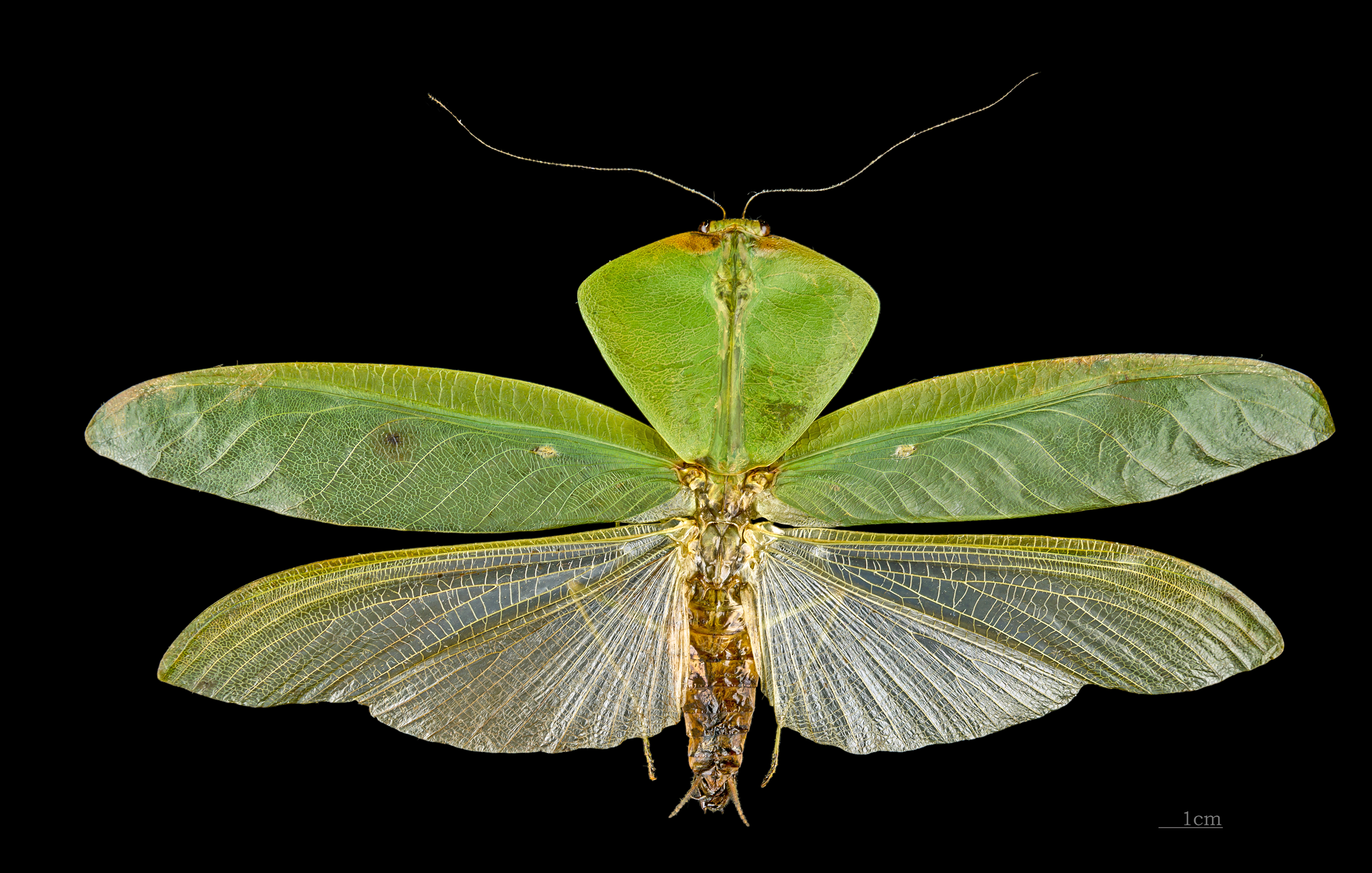
Mantodeu amb aspecte de fulla